# Masks and Faces
Masks and Faces er en britisk stumfilm fra 1917 af Fred Paul.

## Medvirkende
- Johnston Forbes-Robertson som James Triplet
- Irene Vanbrugh som Peg Woffington
- Henry S. Irving som Colander
- Gerald du Maurier som Hunsdon
- Dennis Neilson-Terry som Ernest Vane